# Соколец (Немировский район)

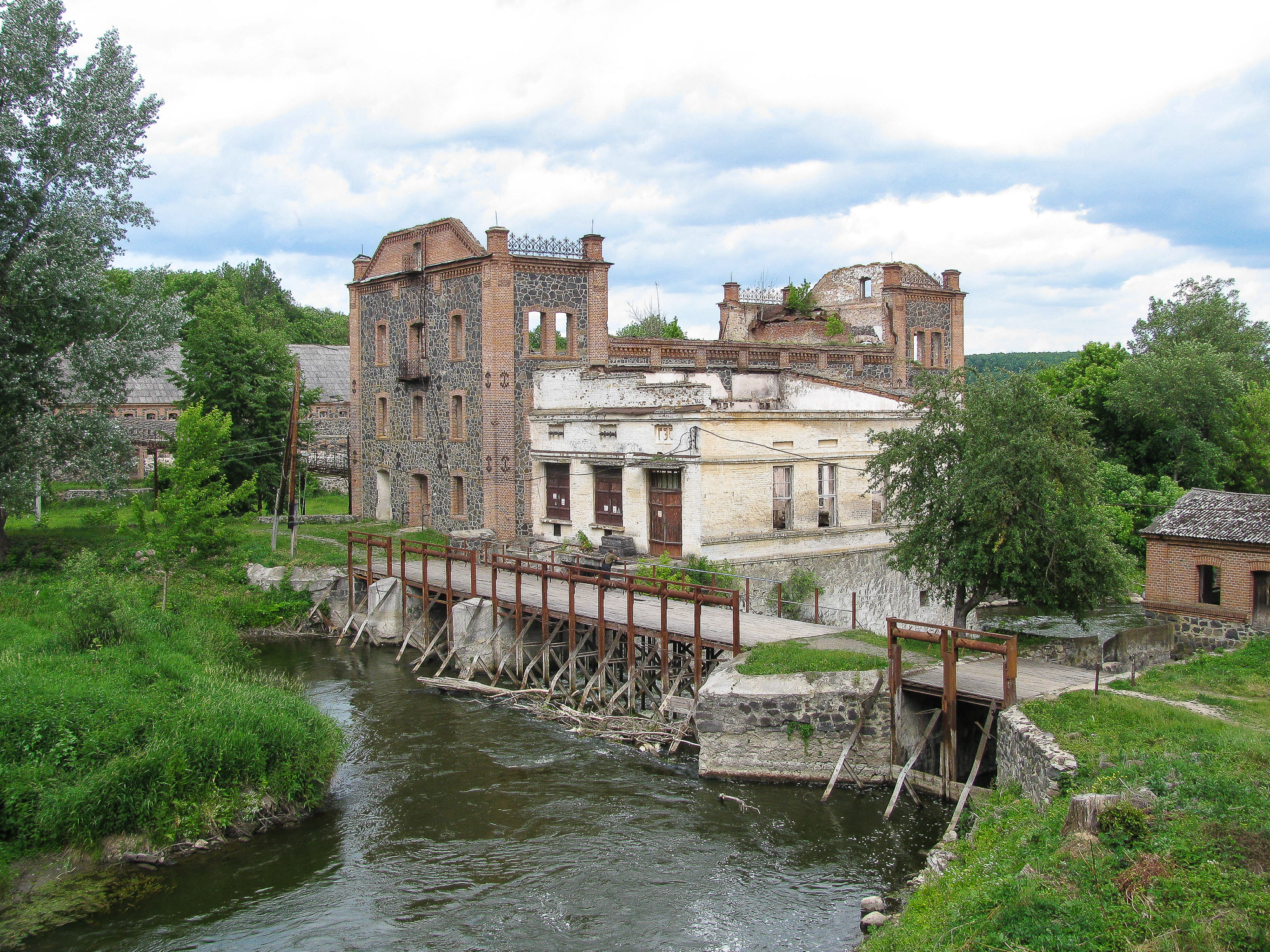
Руины водяной мельницы

Соколе́ц (укр. Сокілець) — село в Немировском районе Винницкой области Украины. Расположено на левом берегу реки Южный Буг.
В селе находится Соколецкий парк, являющийся памятником садово-паркового искусства местного значения.
Достопримечательностью села является водяная мельница Потоцких, построенная в 1894—1898 гг. немецкими мастерами.
Код КОАТУУ — 0523087801. Население по переписи 2001 года составляет 853 человека. Почтовый индекс — 22846. Телефонный код — −4331.
Занимает площадь 1,7 км².

## Адрес местного совета
22846, Винницкая область, Немировский р-н, с. Соколец